# 3,4,5-Триметоксиамфетамин
3,4,5-триметоксиамфетамин (TMA, 3,4,5-TMA, α-метилмескалин) — химическое соединение класса амфетаминов, психоделик. По структуре и фармакологическим свойствам аналогичен мескалину, от которого отличается метильной группой в позиции α.
Механизм действия 3,4,5-TMA аналогичен механизму действия других классических психоделиков и основан на агонизме к 5-HT2A-рецепторам. Типичная оральная доза составляет 100—250 мг, продолжительность действия — 6-8 ч.

## Правовой статус
3,4,5-TMA внесён в Список I согласно Конвенции по психотропным веществам, а также перечню наркотических средств, психотропных веществ и их прекурсоров, подлежащих контролю в Российской Федерации.